# Gekko adleri
Espèce
Gekko adleri est une espèce de geckos de la famille des Gekkonidae.

## Répartition
Cette espèce se rencontre dans la province de Cao Bằng au Viêt Nam et au Guangxi en Chine. 

## Étymologie
Cette espèce est nommée en l'honneur de Kraig Adler.

## Publication originale
- Nguyen, Wang, Yang, Lehmann, Le, Ziegler & Bonkowski, 2013 : A new species of the Gekko japonicus group (Squamata: Sauria: Gekkonidae) from the border region between China and Vietnam. Zootaxa, no 3652 (5), p. 501–518.